# Botanophila subobscura
Botanophila subobscura este o specie de muște din genul Botanophila, familia Anthomyiidae, descrisă de Xue și Yang în anul 2002.
Este endemică în Gansu. Conform Catalogue of Life specia Botanophila subobscura nu are subspecii cunoscute.